# Trial Farm
Koordinaten: 18° 5′ N, 88° 33′ W
Trial Farm ist eine Gemeinde im Orange Walk District in Belize (Mittelamerika), 2 km nördlich der Distrikthauptstadt Orange Walk Town. Die Bevölkerung zählt 3443 Einwohner (Zensus, 2000). Nach offiziellen Schätzungen im Jahre 2005 stieg sie auf 3971 Einwohner an.